# Фјоренца (Сондрио)
Фјоренца је насеље у Италији у округу Сондрио, региону Ломбардија.
Према процени из 2011. у насељу је живело 18 становника. Насеље се налази на надморској висини од 441 м.